# Levobupivacaina
La levobupivacaina è un anestetico locale appartenente al gruppo amminoammidico. È l'enantiomero levo-giro della bupivacaina; le indicazioni di utilizzo sono le stesse.
È circa il 13% meno potente (per molarità) della bupivacaina racemica e ha un tempo di insorgenza del blocco motorio più lungo; rispetto alla bupivacaina, la levobupivacaina è associata a una minore vasodilatazione periferica e ha una durata d'azione più lunga.